# Корте (Белуно)
Корте (итал. Corte) је насеље у Италији у округу Белуно, региону Венето.
Према процени из 2011. у насељу је живело 87 становника. Насеље се налази на надморској висини од 323 м.